# Red Blooded Woman
A Red Blooded Woman című dal Kylie Minogue 2004. március 1-én megjelent 2. kimásolt kislemeze 9. Body Language című stúdióalbumáról. A dalt Johnny Douglas és Karen Poole írta. A dal egy Hiphop és Szintipop stílusú dal, melyben a "Boy! Boy!" szöveg hangzik el a dalban szereplő kórus által. A dalt a Parlophone kiadó jelentette meg. 
A zenekritikusok jól fogadták a dalt, és sokan dicsérték a produkciót, melyet Justin Timberlake és Timbaland amerikai előadók munkáihoz hasonlítottak. Kereskedelmi szempontból a dal Top 5-ös helyezést ért el Ausztráliában, és az Egyesült Királyságban. Több országban, úgy mint Dániában és Olaszországban Top 10-es, míg Németországban és Új-Zélandon Top 20-as helyezést ért el. Az új-zélandi RIANZ arany minősítéssel díjazta a több mint 7500 eladott példányszám alapján.
A Jake Nava által rendezett klipben Minogue csábítóan táncol különböző helyszíneken, például egy forgalmi dugóban, és egy teherautó előtt. Minogue a dalt a Money Can't Buy című koncertműsorban adta elő, valamint olyan műsorokban mint a Late Show with David Letterman, és a Top of the Pops című műsor. Minogue három koncertturnéján is előadta a dalt, úgy mint a Showgirl: The Greatest Hits Tour, Showgirl: The Homecoming Tour és a For You, For Me Tour.

## Előzmények és összetétel
Minogue 8. Fever című stúdióalbumának sikerét követően elkezdett dolgozni 9. Body Language című albumán. A 80-as évek elektronikus zenéje által ihletett dance-pop album  létrehozása céljából Minogue olyan munkatársakkal kezdett el dolgozni, mint Johnny Douglas, aki korábban a Light Years munkáin is dolgozott vele, valamint Karen Poole. A duó együtt írta a "Red Blooded Woman"-t, míg a dalt Douglas készítette. A dal az album második kislemezeként jelent meg világszerte 2004. március 1-én.
A "Red Blooded Woman" című dal egy Hiphop, Szintipop és R&B ihletésű dal, amellyel Minogue újonnan kísérletezett az albumon. Egy hangos "Boy! Boy! és egy cukorka bevonatú "la la la"  ismétlődik a dalban. Sal Cinquemani a Slant Magazintól úgy gondolta, hogy a dalban elhangzó férfikórus kisérőéneke szellemszerűen hat a dalra. Az album számos dalához hasonlóan a "Red Blooded Woman" is a 80-as évek zenéjére hivatkozik.  A „You got me spinning round, round, round, round, like a record”  sora a brit Dead or Alive 1985-ös "You Spin Me Round" című dalára utal, illetve a 2000-es Spinning Around is. A 12-es picture disk-en a Narcotic Trust és Whitey angol művészek remixei szerepelnek.

## Fogadtatás

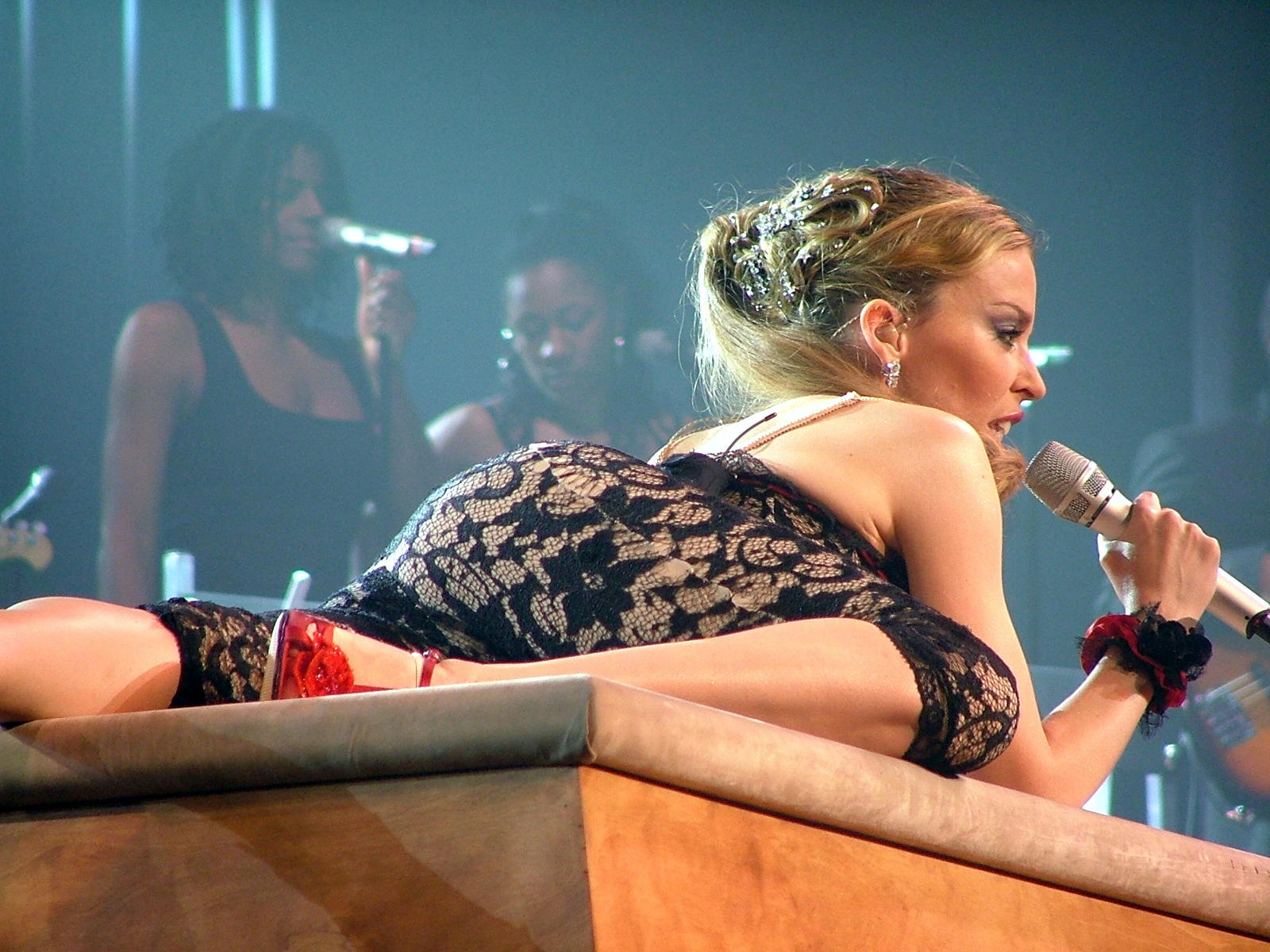
A Red Blooded Woman című dal előadása közben Párizsban a Showgirl: The Greatest Hits Tour turnén 2005-ben.

A "Red Blooded Woman" pozitív kritikákat kapott a zenekritikusoktól. A Billboard kritikusa, Keith Claufield kiemelte a dalt az albumról, és Justin Timberlake "Cry Me a River" című dalához hasonlította. Michael Paoletta szintén a Billboard munkatársaként "szexi, sikamlós beat-nek" nevezte, amely úgy hangzik, mint egy Timbaland produkció. Arra a következtetésre jutott, hogy a "Red Blooded Woman" határozottan megérdemel egy esélyt a mainstream Top 40-be. Paolettához hasonlóan Sal Cinquemani a Slant magazintól Timbalandhoz hasonlította a dalt. A Spin magazin dicsérte a dal "Boy! Boy" hook és szintipop stílusát, és úgy érezte, hogy ezek bizonyítják, hogy Kylie még a 21. században is jól viseli a 80-as éveket. John Robinson (NME) azt mondta a dalról, hogy jobb, mint az album vezető kislemeze, a Slow, és kiváló élvonalbeli popnak nevezte Justin Timberlake vagy Sugababes hasonló stílusában. Adrien Begrand a PopMatterstől a "majdnem garázsszerű ritmust" részesítette előnyben, és nagyra értékelte a "You'll never get to Heaven if you're scared of getting high." szövegsort. Louis Vartel a NewNowNext LMBT orientált weboldaltól a 46. helyre sorolta az énekes 48 legjobb dalát tartalmazó listáján az énekesnő 48. születésnapjának tiszteletére, és úgy nyilatkozott róla, hogy ez egy "izzadt ugrás az önbirtoklásban, és a szexuális vonzalomban". A Sputnikmusic egyik kritikusa ugyanúgy erősnek, ha nem erősebbnek nevezte, mint a vezető kislemezt, a "Slow"-t. Guillermo Alonso a Vanity Fair spanyol kiadásából negatívan nyilatkozott, és azt mondta, hogy "nem helyes lépés az énekesnő számára, ha úgy akart hangozni, mint a Destiny’s Child, Justin Timberlake vagy Timbaland.
A "Red Blooded Woman" a 4. helyen debütált az ARIA kislemezlistáján. A következő héten kiesett a Top 10-ből, és a 11. helyre került. A dal rövid ideig volt a slágerlistán, összesen öt hétig. Új-Zélandon a 34. helyen debütált, és a 19. helyen érte el a csúcsot. Tizenkét hétig volt listahelyezett. Az új-zélandi RIANZ arany minősítéssel díjazta a 7500 eladott példányszámot.
Európában a dal számos országban volt Top 20-as helyezett. Dániában és Olaszországban a "Red Blooded Woman" a 10. helyen végzett, és három hétig szerepelt a legjobb húsz között. Németországban a dal a 16. helyen érte el a csúcsot, és összesen tíz hétig szerepelt a listán. A spanyol kislemezlistán a 8. helyen debütált a dal, és a következő héten visszaesett a 9. helyre. Összességében négy hétig tartózkodott a slágerlistán. Svájcban a "Red Blooded Woman" magasabb helyezést ért el, mint az előző kislemez, a "Slow", elérve a 15. helyet a Schweizer Hitparade listáján. A dal az Egyesült Királyság kislemezlistájának az 5. helyére került fel, és ezzel Minogue 26. Top 10-es slágere lett az országban. A dal mérsékelt siker volt, és kilenc hétig volt Top 40-es helyezett.

## Videoklip
A "Red Blooded Woman" videoklipjét Jake Nava angol filmrendező rendezte, aki korábban olyan előadókkal dolgozott együtt mint Beyoncé és Kelis. A klipet a kaliforniai Los Angelesben forgatták 2003 decemberében. A videó egy forgalmi dugó jelenetével kezdődik, amelyben Minogue-t elkapják. Autójában ülve, érzékien énekli a dalt, miközben a kamera a szemére és az ajkaira fókuszál. Fekete-fehér pólót visel, szatén derékszíjat, láncrojtos farmert, és fekete báránybőr felsőt. (ezt a ruhadarabot Minogue adományozta a Melbourne-i Művészeti Központnak, és a Kylie Minogue gyűjteményben látható). Néhány másodperccel később kiszáll az autójából, és játékosan egy tankerhoz megy, majd a létrán felkapaszkodva Minogue csábítóan táncol a dal refrénjére. Ezután sétál az utcán, és két doberman kölyökkutya kíséri, akik megszöktek a közeli autóból. Miután beszállt egy másik autó hátsó ülésére, Minogue elkezdi levetni a piros ruháját, és átöltözik, miközben bámészkodók figyelik őt. A dal második részében Minogue egy másik helyszínen táncol táncosokkal, és egy fluorsárga felsőt visel a francia Balenciaga divatház által tervezett pasztell rózsaszín ruha alatt. A jelenet az utcán folytatódik, a hol Minogue beszáll egy teherautóba. A fények tompulnak, majd egy másik ruhában táncol, ami fekete bikiniből, piros leggingsből, és fűzős kesztyűből áll. A teherautóból azonban ugyanabban a piros ruhában száll ki, mint korábban. A video további jeleneteiben Minogue egy kamionon és egy autón táncol a táncosokkal, majd egy motoros banda közelében.

## Élő előadások

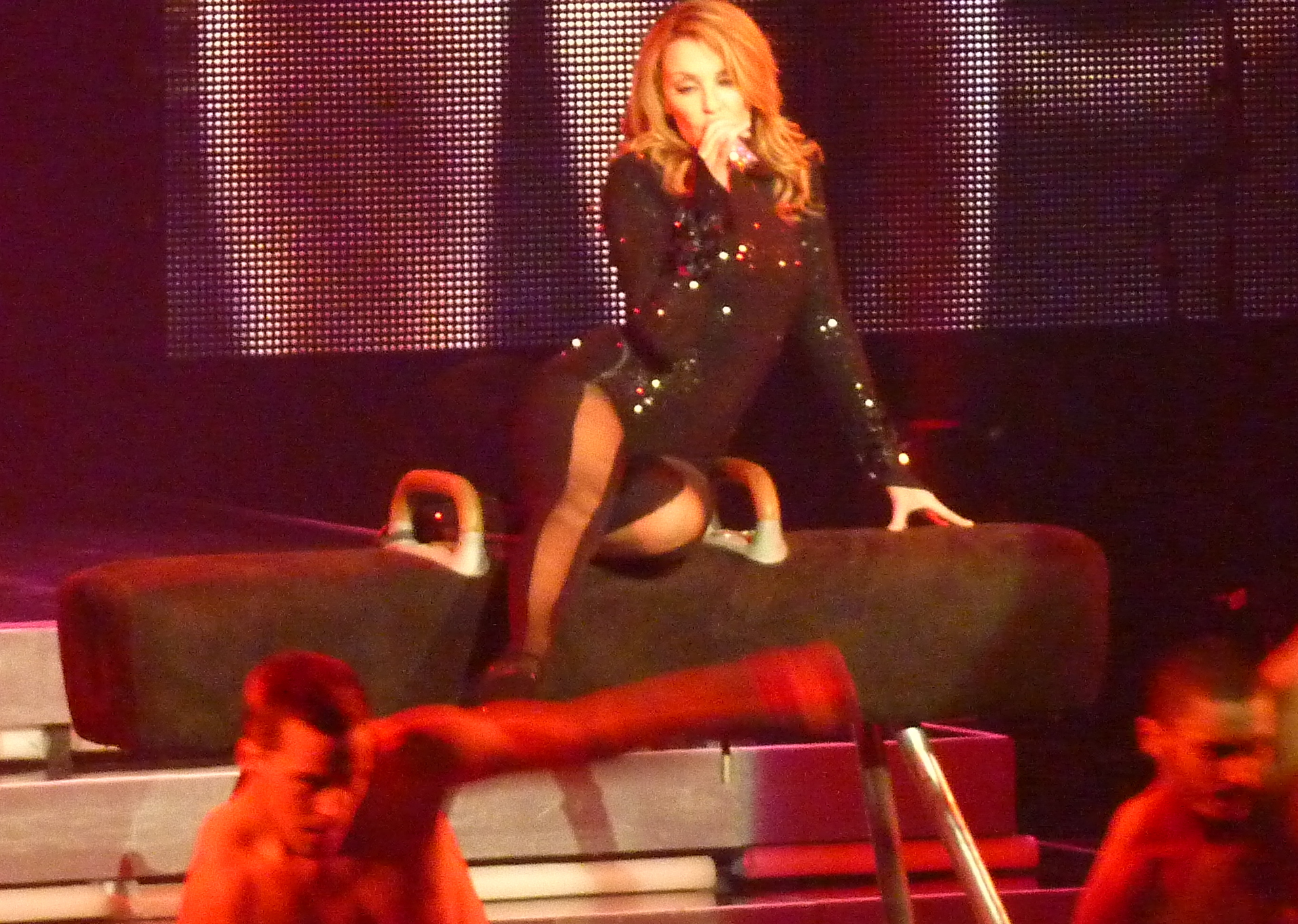
Minogue előadja a dalt az Észak-Amerikai For You, For Me Tour turné egyik állomásán.

2003. november 15-én a londoni Hammersmith Apollo szórakozóhelyen adta elő a dalt a Money Can't Buy című egyszeri showműsorban, melyet a Body Language című stúdióalbum népszerűsítése alkalmából kezdeményeztek. A dal felkerült a koncert setlistájára, "Paris By Night" címmel, az első felvonásba. 2004. február 20-án a brit Top of the Pops című műsorban adta elő a dalt, majd később a német ECHO Awards díjkiosztón 2004. március 6-án.
A "Red Blooded Woman" 2005-ben felkerült Minogue Showgirl: The Greatest Hits Tour turnéjának setlistájára is. Minogue nem tudta befejezni a turnét, mivel korai mellrákot diagnosztizáltak nála, és le kellett mondani a turné ausztrál szakaszát.  A kezelés és gyógyulás után 2007-ben folytatta a turnét Showgirl: The Homecoming Tour címen, és a dal ismét szerepelt a játszási listán. 2009-ben a For You, For Me Tour turnén is elhangzott a dal, mely az első Észak-Amerikai turnéja volt az énekesnőnek. A dal előadásai mindhárom turné során tartalmaztak egy részletet a Where the Wild Roses Grow című dalból.

## Formátumok és számlista
| Ausztrál maxi-CD single 1. "Red Blooded Woman" 2. "Cruise Control" (Kylie Minogue, Karen Poole, Johnny Douglas) 3. "Almost a Lover" (Minogue, Poole, Ash Thomas) 4. "Slow" (Chemical Brothers remix) 5. "Red Blooded Woman" (Whitey mix) 6. "Red Blooded Woman" (video) UK maxi-CD single 1. "Red Blooded Woman" 2. "Cruise Control" 3. "Slow" (The Chemical Brothers remix) 4. "Red Blooded Woman" (video and photo gallery) | UK and European CD single 1. "Red Blooded Woman" 2. "Almost a Lover" UK 12-inch bakelit picture disc A1. "Red Blooded Woman" (Whitey mix) B1. "Slow" (Chemical Brothers remix) B2. "Red Blooded Woman" (Narcotic Thrust mix) Digitális letöltés 1. "Red Blooded Woman" (Narcotic Thrust mix) – 7:12 2. "Red Blooded Woman" (Whitey mix) – 5:20 |

## Slágerlista
| Slágerlista (2004)                    | Legjobb helyezések |
| ------------------------------------- | ------------------ |
| Ausztrália (ARIA)                     | 4                  |
| Australia Dance (ARIA)                | 1                  |
| Ausztria (Ö3 Austria Top 40)          | 23                 |
| Belgium (Ultratop 50 Flanders)        | 29                 |
| Belgium (Ultratop 50 Wallonia)        | 20                 |
| Belgium Dance (Ultratop Flanders)     | 3                  |
| CIS (TopHit) Narcotic Trust Mix       | 35                 |
| Croatia (HRT)                         | 5                  |
| Czech Republic (IFPI)                 | 38                 |
| Dánia (Tracklisten Top 40)            | 10                 |
| Europe (Eurochart Hot 100)            | 8                  |
| Finnország (Singlet Top 20)           | 12                 |
| Franciaország (Single Top 100)        | 33                 |
| Németország (Media Control Charts)    | 16                 |
| Greece (IFPI)                         | 14                 |
| Magyarország (Rádiós Top 40)          | 21                 |
| Magyarország (Dance Top 40)           | 10                 |
| Magyarország (Single Top 40)          | 3                  |
| Írország (IRMA)                       | 9                  |
| Olaszország (FIMI)                    | 10                 |
| Hollandia (Top 40)                    | 16                 |
| Hollandia (Single Top 100)            | 21                 |
| Új-Zéland (Recorded Music NZ)         | 19                 |
| Poland (Polish Airplay Charts)        | 11                 |
| Romania (Romanian Top 100)            | 1                  |
| Skócia (Scottish Singles Top 40)      | 4                  |
| Spanyolország (PROMUSICAE)            | 8                  |
| Svédország (Sverigetopplistan)        | 28                 |
| Svájc (Schweizer Hitparade)           | 15                 |
| Egyesült Királyság (UK Singles Chart) | 5                  |
| US Hot Dance Club Songs (Billboard)   | 24                 |
| US Dance/Mix Show Airplay (Billboard) | 1                  |

| Slágerlista (2004)                 | Helyezések |
| ---------------------------------- | ---------- |
| Australian Dance (ARIA)            | 14         |
| CIS (TopHit)                       | 177        |
| Switzerland (Schweizer Hitparade)  | 84         |
| UK Singles (OCC)                   | 54         |
| US Dance Radio Airplay (Billboard) | 10         |

## Minősítések
| Régió                                                  | Minősítés | Eladott példányszám |
| ------------------------------------------------------ | --------- | ------------------- |
| Új-Zéland (RMNZ)                                       | arany     | 5 000*              |
| * Eladási példányszámok kizárólag a minősítés alapján. |           |                     |